# Journée nationale du Souvenir
La journée nationale du Souvenir (Nationale Dodenherdenking en néerlandais) est une journée de commémoration annuelle observée aux Pays-Bas le 4 mai. Elle rend hommage à toutes les victimes néerlandaises, civiles ou militaires, mortes au cours de guerres ou d'opérations de maintien de la paix survenues depuis le début de la Seconde Guerre mondiale. Il ne s'agit pas d'un jour férié mais les activités cessent lors des deux minutes de silence, à vingt heures.

## Définition

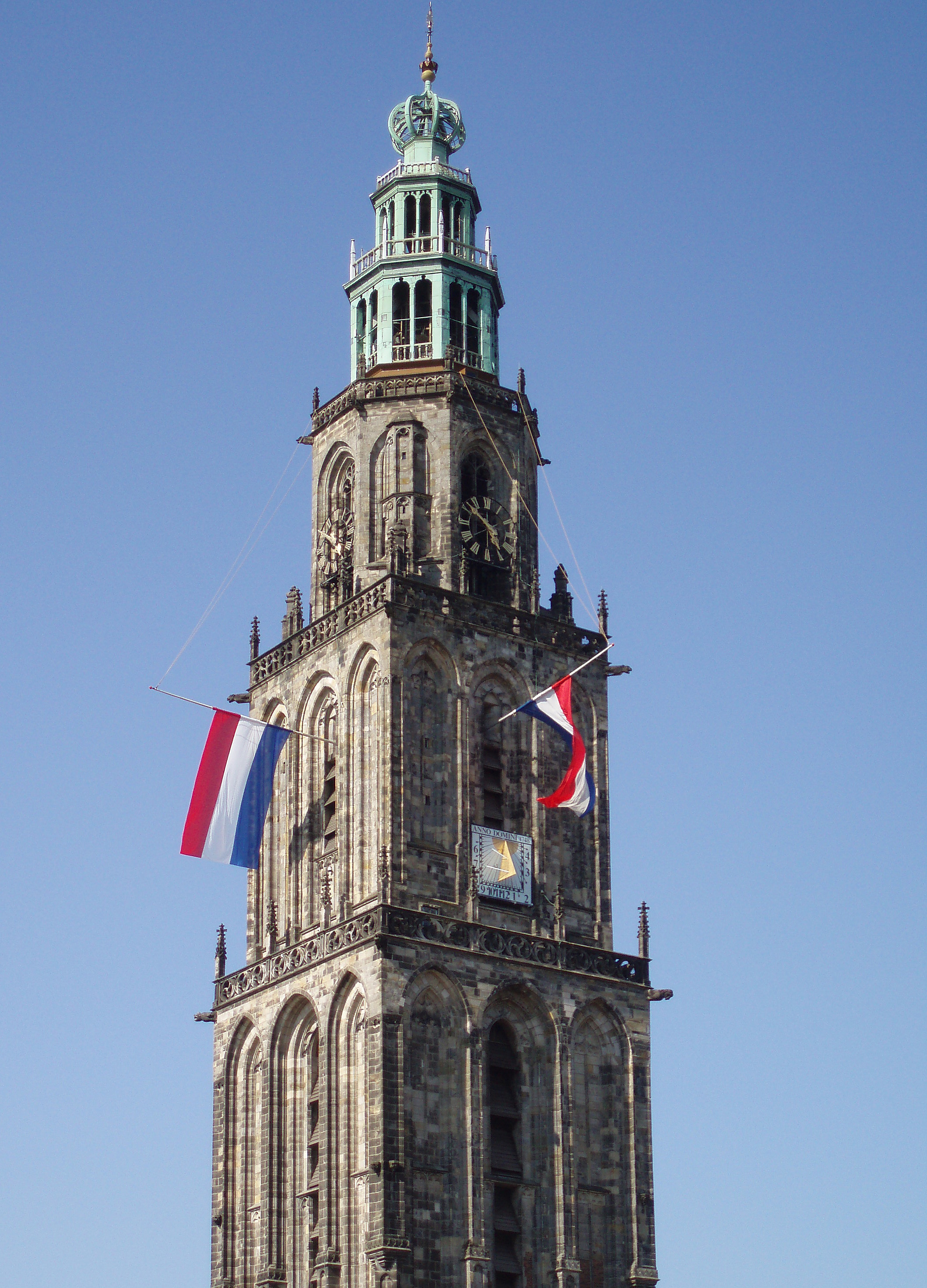
Drapeau des Pays-Bas en berne le 4 mai 2007.

La commémoration est définie de la façon suivante par le comité national chargé de la cérémonie : 

« Lors de la commémoration nationale de la journée du Souvenir, nous rendons hommage à toutes les victimes néerlandaises, civiles et militaires, qui ont été tuées ou assassinées dans le Royaume des Pays-Bas ou bien n'importe où dans le monde, au cours de conflits armés ou lors d'opérations de maintien de la paix ayant eu lieu depuis l'éclatement de la Seconde Guerre mondiale. »

— Nationaal Comité 4 en 5 mei
À vingt heures, la cérémonie culmine avec les deux minutes de silence respectées dans le pays entier, ainsi que dans les avions des compagnies aériennes néerlandaises . Des cérémonies spécifiques, pour certaines retransmises à la télévision, se tiennent dans les lieux liés à la Seconde Guerre mondiale, notamment dans les villes dans lesquelles des camps de concentration avaient été construits : Amersfoort, Vught ainsi que Westerbork ; dans le cimetière militaire de Grebbeberg, ainsi qu'à Waalsdorpervlakte, à proximité de La Haye, où furent fusillés environ 250 résistants néerlandais. Une cérémonie est également tenue dans le Hollandsche Schouwburg, théâtre ayant servi de lieu de déportation des juifs à Amsterdam.
Le plus grand rassemblement a lieu sur la place du Dam et réunit environ 20 000 personnes. La famille royale s'avance parmi les rangs de vétérans de la Seconde Guerre mondiale, puis le souverain vient déposer une gerbe juste avant vingt heures,.

## Historique

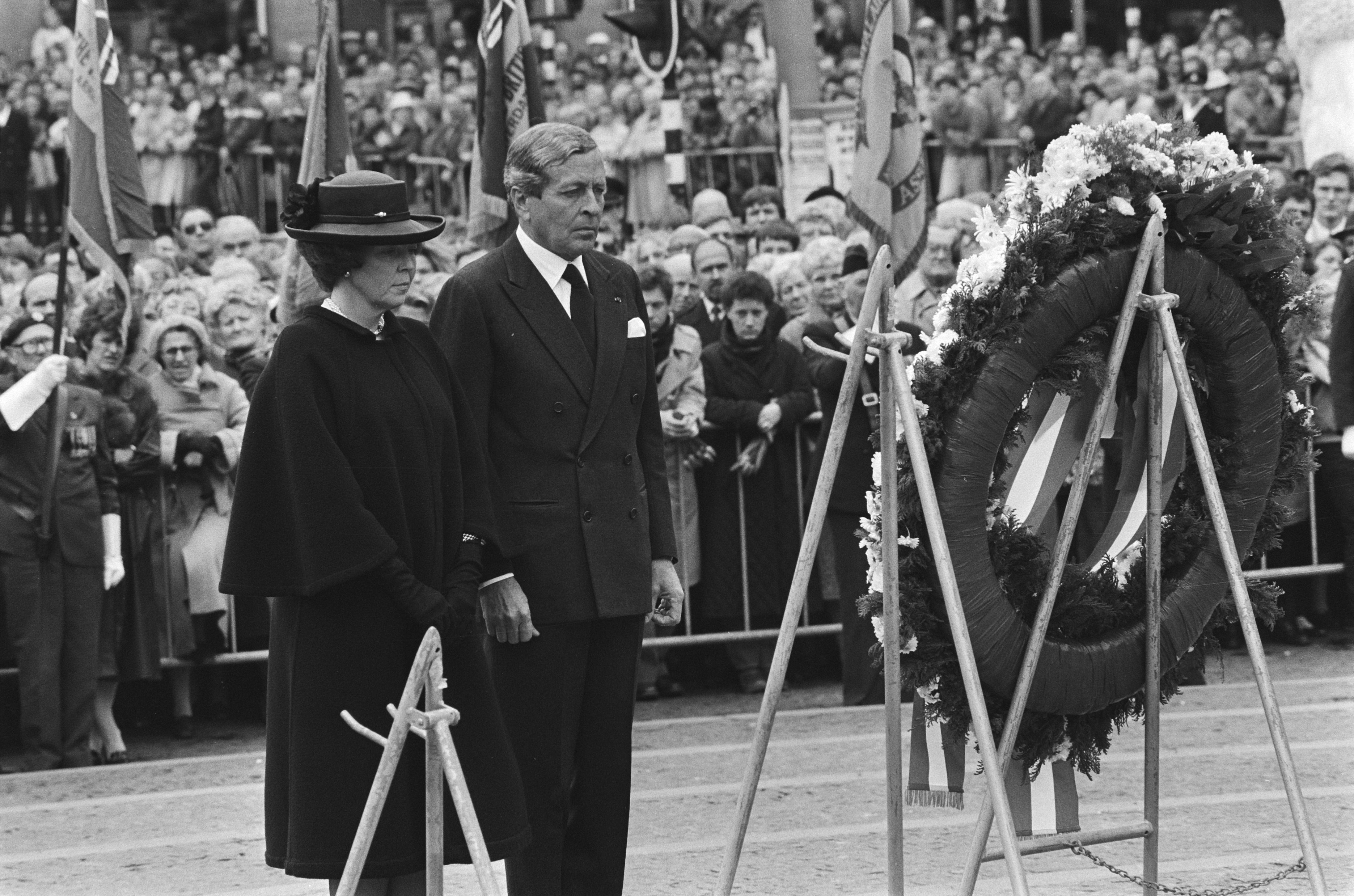
Le couple royal formé par la reine Beatrix et le prince Claus von Amsberg, lors de la cérémonie de 1986.

La date du 4 mai correspond à la veille de la signature de la reddition allemande à Wageningen ; le 5 mai a lieu la fête du jour de la libération,. Le 4 mai 1956, le Monument National de J.J.P. Oud est inauguré sur la place du Dam.
Depuis 2001, le Nationaal Comité 4 en 5 mei commande une composition musicale inédite chaque année ; celle-ci est interprétée lors de l'office religieux auquel assistent environ 1 700 personnes, à l'intérieur de la Nouvelle église d'Amsterdam.
En 2012, à Vorden, la décision est prise de commémorer également les soldats allemands morts au cours de la guerre, ce choix suscite la polémique,.
En 2015, lors de la cérémonie tenue à Waalsdorpervlakte, les cloches n'ont pas sonné aussi longtemps que prévu en raison d'un incident technique ; ces cloches avaient été données par la ville de La Haye en 1959.